# Івайло Чочев
Івайло Чочев (болг. Ivajlo Čočev, нар. 18 лютого 1993, Плевен) — болгарський футболіст, півзахисник клубу «Палермо».
Виступав за клуб ЦСКА (Софія), а також молодіжну збірну Болгарії.

## Клубна кар'єра
У дорослому футболі дебютував 2010 року виступами за команду клубу «Чавдар», в якій провів два сезони, взявши участь у 61 матчі чемпіонату. Більшість часу, проведеного у складі, був основним гравцем команди.
Своєю грою за цю команду привернув увагу представників тренерського штабу клубу ЦСКА (Софія), до складу якого приєднався 2012 року. Відіграв за армійців з Софії наступні два сезони своєї ігрової кар'єри. Граючи у складі софійського ЦСКА також здебільшого виходив на поле в основному складі команди.
Влітку 2014 року клуб «Палермо» придбав права на гравця за 2 млн. євро. Контракт розрахований на 3 роки.

## Виступи за збірні
2008 року дебютував у складі юнацької збірної Болгарії, взяв участь у 20 іграх на юнацькому рівні, відзначившись 12 забитими голами.
З 2012 року  залучається до складу молодіжної збірної Болгарії. На молодіжному рівні зіграв у 10 офіційних матчах, забив 3 голи.

## Статистика виступів

### Статистика клубних виступів
| Сезон               | Команда             | Чемпіонат           | Чемпіонат | Чемпіонат | Національний кубок | Національний кубок | Національний кубок | Континентальні кубки | Континентальні кубки | Континентальні кубки | Інші змагання | Інші змагання | Інші змагання | Усього | Усього |
| Сезон               | Команда             | Ліга                | Ігор      | Голів     | Ліга               | Ігор               | Голів              | Ліга                 | Ігор                 | Голів                | Ліга          | Ігор          | Голів         | Ігор   | Голів  |
| ------------------- | ------------------- | ------------------- | --------- | --------- | ------------------ | ------------------ | ------------------ | -------------------- | -------------------- | -------------------- | ------------- | ------------- | ------------- | ------ | ------ |
| 2010–11             | Чавдар              | В-БПГ               | 27        | 3         | -                  | -                  | -                  | -                    | -                    | -                    | -             | -             | -             | 27     | 3      |
| 2011–12             | Чавдар              | В-БПГ               | 21        | 6         | -                  | -                  | -                  | -                    | -                    | -                    | -             | -             | -             | 21     | 6      |
| 2012-13             | Чавдар              | В-БПГ               | 13        | 8         | -                  | -                  | -                  | -                    | -                    | -                    | -             | -             | -             | 13     | 8      |
| Усього Чавдар       | Усього Чавдар       | Усього Чавдар       | 61        | 17        |                    | -                  | -                  |                      | -                    | -                    |               |               |               | 61     | 17     |
| 2012–13             | ЦСКА                | А-БПГ               | 10        | 0         | КБ                 | 2                  | 0                  | -                    | -                    | -                    | -             | -             | -             | 12     | 0      |
| 2013–14             | ЦСКА                | А-БПГ               | 25+10     | 6+1       | КБ                 | 3                  | 2                  | -                    | -                    | -                    | -             | -             | -             | 37     | 9      |
| Усього ЦСКА (Софія) | Усього ЦСКА (Софія) | Усього ЦСКА (Софія) | 45+10     | 6+1       |                    | 5                  | 2                  |                      | -                    | -                    |               |               |               | 50     | 9      |
| 2014–15             | Палермо             | A                   | 0         | 0         | КІ                 | 0                  | 0                  | -                    | -                    | -                    | -             | -             | -             | 0      | 0      |
| Усього за кар'єру   | Усього за кар'єру   | Усього за кар'єру   | 106+10    | 23+1      |                    | 5                  | 2                  |                      | 0                    | 0                    |               | -             | -             | 121    | 26     |

## Титули і досягнення

### Командні
- Володар Суперкубка Болгарії (1):

«Лудогорець»: 2024
- Чемпіон Болгарії (2):

«Лудогорець»: 2023–24, 2024–25
- Володар Кубка Болгарії (1):

«Лудогорець»: 2024–25

### Особисті
- Найкращий бомбардир чемпіонату Болгарії: 2022-23 (21 гол)